# Michelle Trachtenberg
Michelle Christine Trachtenberg, född 11 oktober 1985 i New York, död 26 februari 2025 på Manhattan i New York, var en amerikansk skådespelare.
Hon spelade Dawn Summers i TV-serien Buffy och vampyrerna. Hon spelade också en av huvudrollerna i filmen Eurotrip samt huvudrollen i filmen Isprinsessan. I TV-serien Gossip Girl spelade hon Georgina Sparks.

## Filmografi (urval)

### Filmer
- 1996 – Harriet – den lilla listiga spionen
- 1998 – Richie Richs jul
- 1999 – Gadget
- 2004 – Eurotrip
- 2004 – Mysterious Skin
- 2005 – Isprinsessan
- 2006 – Black Christmas
- 2008 – Dragonlance: Dragons of Autumn Twilight (röst)
- 2009 – Against the Current
- 2009 – 17 Again
- 2010 – Cop Out
- 2011 – Take Me Home Tonight
- 2014 – The Scribbler

### TV-serier
- 1991 – I lagens namn (TV-serie)
- 1993 – Clarissa (TV-serie)
- 1993–1996 – All My Children (TV-serie)
- 1998 – Blås gåta (TV-serie)
- 2000–2003 – Buffy och vampyrerna (TV-serie)
- 2004 – Six Feet Under (TV-serie) (gästskådespelare)
- 2006 – House (TV-serie)
- 2006–2018 – Robot Chicken (TV-serie) (röst, gästskådespelare)
- 2006 – Law & Order: Criminal Intent (TV-serie)
- 2008–2012 – Gossip Girl (TV-serie)
- 2009–2010 – Mercy (TV-serie) (huvudroll)
- 2011 – Love Bites (TV-serie) (gästskådespelare)
- 2011 – Weeds (TV-serie) (gästskådespelare)
- 2013 – Criminal Minds (TV-serie)
- 2013 – NCIS: Los Angeles (TV-serie)
- 2015 – Sleepy Hollow (TV-serie)
- 2016 – Last Week Tonight with John Oliver (TV-serie) (talkshow, gäst)
- 2022–2023 – Gossip Girl (TV-serie) (reboot från 2021)